# OGLE-TR-123
OGLE-TR-123是一個聯星系統。主星是已經測量出半徑最小的主序星。它是在光學重力透鏡實驗（OGLE）巡天中發現的，是軌道周期大約1.80天，由一顆較小的伴星掩蔽一顆較大主星的聯星系統。
估計較小的伴星，OGLE-TR-123b，半徑大約是0.13太陽半徑，質量大約0.085太陽質量（M☉），或木星質量的90倍。OGLE-TR-123b的質量接近恆星質量的下限。對進行氫融合的恆星，這個值大約是0.07或0.08M☉。OGLE-TR-123b是第二顆質量小於0.1M☉，而且已經測量出半徑的恆星；第一顆這樣的恆星是相似的OGLE-TR-122b。